# ایوان شانتک
ایوان شانتک (انگلیسی: Ivan Šantek; ۲۳ آوریل ۱۹۳۲ – ۱۴ آوریل ۲۰۱۵) بازیکن فوتبال اهل یوگسلاوی بود.
از باشگاه‌هایی که در آن بازی کرده‌است می‌توان به باشگاه فوتبال دینامو زاگرب و باشگاه فوتبال زاگرب اشاره کرد.
وی همچنین در تیم ملی فوتبال یوگسلاوی بازی کرده‌است.
وی در مسابقات کشوری و بین‌المللی در مجموع برندهٔ ۱ مدال نقره شده‌است.